# Landkreis Meppen
| Der Landkreis vor der preußischen Gebietsreform 1932  | Der Landkreis vor der preußischen Gebietsreform 1932 |
| ----------------------------------------------------- | ---------------------------------------------------- |
| Landkreis Meppen vor 1932                             |                                                      |
| Der Landkreis nach der preußischen Gebietsreform 1932 |                                                      |
| Landkreis Meppen nach 1932                            |                                                      |
| Der Landkreis vor der Gemeindereform 1974             |                                                      |
| Landkreis Meppen vor 1974                             |                                                      |
| Der Landkreis nach der Gemeindereform 1974            |                                                      |
| Landkreis Meppen nach 1974                            |                                                      |

Der Landkreis Meppen war bis 1977 ein Landkreis im westlichen Niedersachsen.

## Geographie

### Nachbarkreise
Der Landkreis Meppen grenzte Anfang 1977 im Uhrzeigersinn im Norden beginnend an die Landkreise Aschendorf-Hümmling, Cloppenburg, Osnabrück, Lingen und Grafschaft Bentheim. Im Westen grenzte er an die niederländischen Provinzen Groningen und Drente.

### Fläche
Der Kreis Meppen umfasste ursprünglich eine Fläche von 828 km². Durch die Kreisreform in den 1930er Jahren wuchs seine Fläche auf 1038 km². Nach der Gebietsreform von 1974 umfasste der Kreis zuletzt eine Fläche von 949,84 km².

## Geschichte
Der Landkreis Meppen ging nach der Annexion Hannovers 1866 durch Preußen aus den ehemaligen hannoverschen Ämtern Meppen und Haselünne hervor. Der Kreis Meppen wurde am 1. April 1885 gebildet, wobei ein Teil des Amtes Haselünne dem Kreis Hümmling zugeordnet wurde. Vor 1815 war er Teil des Herzogtum Arenberg-Meppen, welches 1803 aus Teilen des Niederstiftes Münster entstand.
Im Jahre 1930 setzte sich der Kreis Meppen aus 63 Gemeinden zusammen, von denen Haselünne und Meppen Städte waren. Diese sind hier in alphabetischer Reihenfolge aufgeführt:
Altenberge, Altharen, Andrup, Apeldorn, Bakerde, Bokeloh, Bookhof, Borken, Bramhar, Bückelte, Dalum, Dörgen, Eltern, Emmeln, Fehndorf, Felsen, Flechum, Geeste, Groß Dohren, Groß Fullen, Groß Hesepe, Hamm, Haren, Stadt Haselünne, Hebelermeer, Helte, Hemsen, Herzlake, Hesepertwist, Holthausen, Huden, Hülsen, Hüntel, Klein Dohren, Klein Fullen, Klein Hesepe, Klosterholte, Lage, Lahre, Landegge, Lehrte, Lindloh, Lohe, Lotten, Stadt Meppen, Neuenlande, Osterbrock, Raken, Rühle, Rühlertwist, Rütenbrock, Schöninghsdorf, Schwartenberg, Schwartenpohl, Schwefingen, Teglingen, Varloh, Versen, Vormeppen, Wachendorf, Westerloh, Westrum, Wesuwe
Außerdem bestand im Landkreis Meppen bis zu seiner Aufhebung in den 1920er Jahren der Gutsbezirk Engelbertswald.
Bei der preußischen Kreisreform von 1932 wurden bei der Zusammenfassung der Landkreise Aschendorf und Hümmling zum Landkreis Aschendorf-Hümmling die zum Landkreis Hümmling gehörenden Gemeinden Ahmsen, Groß Berßen, Klein Berßen, Groß Stavern, Klein Stavern, Herßum, Holte, Lähden, Lastrup, Vinnen und Wachtum sowie die zum Landkreis Aschendorf gehörenden Gemeinden Emen und Tinnen in den Landkreis Meppen eingegliedert. Am 1. Oktober 1934 wurden die Gemeinden Schwartenpohl und Wachendorf aus dem Landkreis Meppen in den Landkreis Lingen umgegliedert.
In den Jahren 1936/37 baute der Landkreis ein neues Verwaltungsgebäude, das vom Architekten Fritz Höger entworfen wurde. Dort befindet sich heute eine Polizeidienststelle.
Zwischen dem Zweiten Weltkrieg und der Gemeindereform von 1974 kam es zu den folgenden Zusammenschlüssen von Gemeinden:
- Am 1. Oktober 1956 wurden Altharen und Haren zur Gemeinde Haren (Ems) zusammengeschlossen.
- Am 1. Januar 1963 wurden Klein Dohren und Groß Dohren zur Gemeinde Dohren  zusammengeschlossen.
- Am 1. Januar 1964 wurden Herzlake und Backerde zur Gemeinde Herzlake sowie Holte und Lastrup zur Gemeinde Holte-Lastrup zusammengeschlossen.
- Am 1. Juli 1964 wurden Hesepertwist und Rühlertwist zur Gemeinde Twist zusammengeschlossen.
- Am 1. Juli 1967 wurde Vormeppen in die Stadt Meppen eingegliedert.
- Am 1. Juli 1968 wurden Groß Hesepe und Klein Hesepe zur Gemeinde Groß Hesepe zusammengeschlossen und Schöninghsdorf in die Gemeinde Twist eingegliedert.
- Am 1. Juli 1970 wurden die Gemeinden Groß Fullen, Klein Fullen, Rühle und Versen zur Gemeinde Emslage zusammengeschlossen.
- Am 1. Februar 1971 wurden die Gemeinden Ahmsen, Herßum, Holte-Lastrup, Vinnen und Lähden zur Gemeinde Lähden sowie Dalum, Geeste und Osterbrock zur Gemeinde Geeste zusammengeschlossen.

Am 3. Dezember 1965 wurde außerdem der Gemeinde Haren das Stadtrecht verliehen. Seit 1971 setzte sich der Landkreis Meppen aus 57 Gemeinden zusammen, darunter 3 Städte.
Eine umfassende Gebietsreform erfolgte durch das Gesetz zur Neugliederung der Gemeinden im Raum Meppen am 1. März 1974. Die Zahl der Gemeinden des Landkreises Meppen wurde drastisch reduziert und die Abgrenzung des Landkreises wurde verändert. Der Landkreis Meppen war seitdem noch in fünf Einheitsgemeinden und eine Samtgemeinde mit drei Mitgliedsgemeinden gegliedert:
- Groß Hesepe, Bramhar und Varloh wurden in die Gemeinde Geeste eingegliedert.
- Altenberge, Emen, Emmeln, Fehndorf, Haren, Landegge, Lindloh, Raken, Rütenbrock, Schwartenberg, Tinnen und Wesuwe wurden zur Stadt Haren (Ems) zusammengeschlossen.
- Andrup, Bückelte, Dörgen, Eltern, Flechum, Hamm, Huden, Hülsen, Lage, Lahre, Lohe, Lotten und Westerloh wurden in die Stadt Haselünne eingegliedert.
- Bookhof, Felsen, Herzlake, Neuenlande und Westrum wurden zur Gemeinde Herzlake zusammengeschlossen.
- Apeldorn, Bokeloh, Borken, Emslage (ohne Rühlerfeld und Rühlermoor), Helte, Hemsen, Holthausen, Hüntel, Schwefingen und Teglingen wurden in die Stadt Meppen eingegliedert.
- Hebelermeer und Teile der Gemeinde Emslage (Rühlerfeld und Rühlermoor) sowie die Gemeinden Adorf und Neuringe aus dem Landkreis Grafschaft Bentheim wurden in die Gemeinde Twist eingegliedert.
- Die Gemeinden Dohren, Herzlake und Lähden bildeten im Landkreis Meppen die Samtgemeinde Herzlake.
- Groß Stavern und Klein Stavern wurden zur Gemeinde Stavern zusammengeschlossen, die zusammen mit den Gemeinden Groß Berßen und Klein Berßen in den Landkreis Aschendorf-Hümmling umgegliedert wurden.
- Die Gemeinde Wachtum wurde in die Stadt Löningen im Landkreis Cloppenburg eingegliedert.

Bei der niedersächsischen Kreisreform wurde der Landkreis Meppen am 1. August 1977 zusammen mit den Landkreisen Aschendorf-Hümmling und Lingen ein Teil des neuen Landkreises Emsland.

### Wappen
| Wappen des ehemaligen Landkreises Meppen | Blasonierung: „In Rot ein goldener (gelber) Wellengöpel, der unten eine goldene (gelbe) heraldische Rose einschließt.“ |
| Wappen des ehemaligen Landkreises Meppen | Wappenbegründung: Das von Waldemar Mallek entworfene Wappen wurde am 25. Juni 1957 vom niedersächsischen Innenministerium genehmigt. Es symbolisiert den Zusammenfluss von Ems und Hase. Die Farben Rot und Gold sind die Münsteraner Farben; sie verweisen auf die bis 1803 bestehende Landesherrschaft des Bischofs von Münster. Die Rose ist dem Wappen der Herzöge von Arenberg entlehnt, die von 1803 bis 1810 Landesherren im Amt Meppen waren und später großen Einfluss auf die Entwicklung der Region hatten. |

## Landräte und Oberkreisdirektoren
Landräte
- Clemens August Behnes (1885–1900)
- Georg Behnes (1900–1923)
- Friedrich Fehrmann (1923–1933)
- Fritz Schubert (1933)
- Werner Zimmermann (1933–1940)
- Berthold Walther (1941–1945)
- Friedrich Emmert (1945)
- Hermann Plate (1945–1946)
- Hermann Kerckhoff (1946–1968)
- Aloys Strodt (1968–1976)
- Josef Göcking (1976–1977)

Oberkreisdirektoren
- Friedrich Emmert (1945–1952)
- Josef Stecker (1952–1961)
- Walter Kolck (1962–1977)

## Einwohnerentwicklung
| Jahr | Einwohner | Quelle |
| ---- | --------- | ------ |
| 1890 | 21.195    | [ 7 ]  |
| 1900 | 22.792    | [ 7 ]  |
| 1910 | 26.024    | [ 7 ]  |
| 1925 | 30.791    | [ 7 ]  |
| 1933 | 40.872    | [ 7 ]  |
| 1939 | 46.864    | [ 7 ]  |
| 1950 | 60.899    | [ 7 ]  |
| 1960 | 64.900    | [ 7 ]  |
| 1970 | 77.100    | [ 8 ]  |
| 1977 | 78.400    | [ 2 ]  |

## Kfz-Kennzeichen
Am 1. Juli 1956 wurde dem Landkreis bei der Einführung der bis heute gültigen Kfz-Kennzeichen das Unterscheidungszeichen MEP zugewiesen. Es wurde bis zum 4. April 1978 ausgegeben.